# Islamische Gesellschaft der Ingenieure
Die Islamische Gesellschaft der Ingenieure (persisch جامعه اسلامی مهندسین; Jame'e-ye Eslaami-e Mohandesin, kurz JEM, auf Englisch: Islamic Society of Engineers, ISE) ist eine 1988 gegründete politische Organisation, die im iranischen Parlament, der Madschles, zur konservativen Allianz der traditionalistischen Rechten gehört.

## Entwicklung
Die Gesellschaft wurde am Ende des Iran-Irak-Kriegs mit dem Ziel der "Erhöhung der islamischen, politischen, wissenschaftlichen und technischen Kenntnisse über die muslimischen Menschen im Iran" und zur Fortführung der "Kampagne gegen auswärtige Kulturagenten aus Ost und West" gegründet.
Bekannte Mitglieder der Gesellschaft sind Mahmud Ahmadinedschad, der sechste Präsident des Irans, Mohammed Reza Bahonar, Generalsekretär der Gesellschaft und der erste Vizepräsident der Madschles und Morteza Nabavi, stellvertretender Generalsekretär der Gesellschaft und Mitglied des iranischen Schlichtungsrates.
Obwohl der spätere Wahlsieger Ahmadinedschad Mitglied der Gesellschaft der Ingenieure ist, wurde er bei der Iranischen Präsidentschaftswahlen 2005 anfangs nicht unterstützt, weil diese Ali Laridschani als ihren Kandidaten aufstellte. Nachdem Laridschani rund 6 % erhielt, Ahmadinedschad hingegen mit rund 19 % in die Stichwahl gegen Akbar Hāschemi Rafsandschāni ging, unterstützte diese den dann späteren Präsidenten.